# Chiesa di San Giovanni Battista (Marsciano)
La chiesa di San Giovanni Battista è la parrocchiale di Marsciano, in provincia di Perugia e arcidiocesi di Perugia-Città della Pieve; fa parte della zona pastorale Valle del Nestore.

## Storia
Non si sa quando sorse la primitiva cappella di Marsciano; il primo documento che ne attesta l'esistenza è un diploma del 1163 di Federico Barbarossa.
Successivamente, nel 1200 papa Innocenzo II confermò la proprietà del vescovo di Perugia su di questa chiesa, menzionata poi nel Liber Beneficiorum redatto nel 1289; nel catasto del 1489 è invece citata la cappella laterale della Santa Maria de Sant'Angelo.

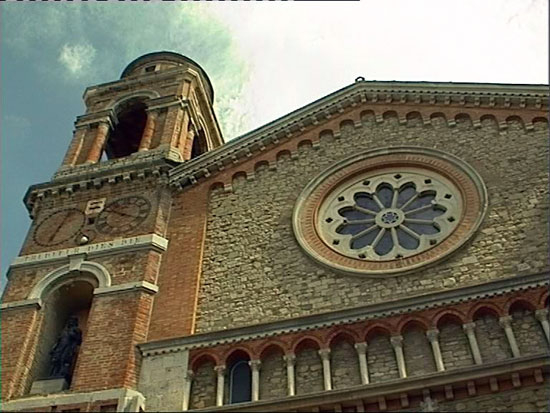
Particolare della facciata con vicino il campanile

Nel 1670 venne edificata la nuova chiesa, all'interno della quale furono collocati dieci altari.
Nel 1820, tuttavia, si decise di intraprendere un ulteriore rifacimento, poi condotto l'anno seguente e finanziato con le entrate della parrocchia e delle confraternite; nello stesso secolo venne pure eretto il campanile, disegnato da Giovanni Santini.
Nel 1893 la struttura seicentesca, insufficiente a soddisfare le esigenze dei fedeli, fu demolita, ma, durante lo smantellamento dell'edificio, crollò una parete uccidendo due operai e l'ingegner Augusto Valentini, che stava supervisionando il lavoro.
La prima pietra dell'erigenda chiesa venne dunque posta il 23 giugno del medesimo anno dal vescovo di Todi Giulio Boschi, delegato dell'arcivescovo di Perugia Federico Pietro Foschi; il progetto originario di Valentini fu completamente ridisegnato nel 1895 dall'architetto Guglielmo Rossi, per poi forse venir modificato anche da Nazzareno Biscarini. Infine la chiesa venne portata a termine nel 1896 e consacrata il 17 ottobre successivo dall'arcivescovo di Perugia Dario Mattei Gentili.
Nel 1915 vennero eseguite dai fratelli Mazzerioli le decorazioni e nel 1947 fu realizzato da Antonio Ranocchia l'altare posto al termine della navata laterale destra.

## Descrizione

### Esterno
La facciata della chiesa, in pietra, presenta ai lati due paraste, mentre centralmente si apre il portale d'ingresso strombato ad arco ogivale, sopra il quale vi sono una cornice ad archetti e il rosone; al di sotto degli spioventi si trovano due altre serie di archetti pensili.

### Interno
L'interno dell'edificio si compone di tre navate, separate da pilastri polilobati sopra i quali si impostano i costoloni delle volte a crociera; al termine dell'aula si sviluppa il presbiterio, sopraelevato di quattro gradini e a sua volta chiuso dall'abside semicircolare.
Qui sono conservate diverse opere di pregio, tra le quali la pala raffigurante la Madonna in trono con santi, risalente al XVI secolo, la tela ritraente l'incredulità di San Tommaso, eseguita nel 1831 da Vincenzo Chialli, il seicentesco tabernacolo in legno di noce e il trecentesco Crocifisso.